# Андрощук Іван Степанович
Іван Степанович Андрощук (нар.11 листопада 1911, Ганнопіль — пом.6 серпня 1997, Дніпропетровськ) — Герой Радянського Союзу, військовий діяч.

## Біографія
Народився у селі Ганнопіль, Гннопільської волості, Острозького повіту, Волинської губернії (нині — Славутський район, Хмельницької області, Україна) в родині селянина. Освіта — сім класів.
Проходив дійсну строкову службу в армії, на Далекому Сході, з 1933 по 1936 роки. Далі працював у торгівлі. Пройшов перепідготовку по військовій спеціальності — танкіст. У травні 1941 року навчався у 1-му Харківському танковому училищі. До 1942 року проводить навчання танкістів у місті Златоуст (Челябінська область).
У 1942 році молодший лейтенант І. С. Андрощук закінчив автобронетанкові курси удосконалення командного складу (КУКС) і був відправлений на фронт в посаді командира танкового взводу. Воював на Калінінському, Воронезькому, 1-му Українському, 1-му Білоруському, 2-му Білоруському та знову 1-му Білоруському фронтах. Був двічі поранений.
За мужність та героїзм, вміле командування підрозділом під час Берлінської наступальної операції командиру танкового батальйону, 64-ї гвардійської танкової бригади, 1-ї гвардійської танкової армії (1-й Білоруський фронт), гвардії капітану Івану Степановичу Андрощуку, указом Президії Верховної Ради СРСР від 31 травня 1945 року присвоєно звання Героя Радянського Союзу із врученням ордена Леніна та медалі «Золота Зірка».
Після війни Іван Степанович продовжував службу у Збройних Силах Радянського Союзу. У 1950 році закінчив Ленінградську вищу школу бронетанкових військ. З 1957 року І. С. Андрощук у звані підполковника вийшов у запас. Проживав в місті Дніпропетровську. Помер 6 серпня 1997 року і похований на Сурско-литовському цвинтарі міста Дніпропетровська.

## Нагороди
Іван Степанович був нагороджений:
- медаллю «Золота Зірка»;
- двома орденами Леніна;
- орденом Червоного Прапора;
- двома орденами Вітчизняної війни I ступеня;
- трьома орденами Червоної Зірки;
- медалями.

## Пам'ять
На будинку, де жив Іван Андрощук, було встановлено мармурову меморіальну дошку. Його іменем названа одна із вулиць в Самарському районі міста Дніпропетровська.